# Поповско македонско благотворително братство
Поповското македонско благотворително братство е организация на бежанците от областта Македония, установили се в Попово.

## История
На Първия македонски конгрес, провел се в София на 19 – 28 март 1895 година, е основана Македонската организация, която бързо започва да образува клонове в цялата страна. Основано е и дружество в Попово, което участва активно в дейността на Организацията. На Седмия македоно-одрински конгрес от 30 юли до 5 август 1900 година делегат от Поповското македоно-одринско дружество е Георги Д. Стоянов, а на Осмия конгрес от 4 до 7 април 1901 година делегат е Иван Касабов.
След Първата световна война дружеството е възстановено като благотворително братство, част от Съюза на македонските емигрантски организации. На 12 януари 1926 година братството е основано и е избрано ръководство в състав Борис Тетовски (председател), Серафим Бакалов (подпредседател), Спас Милушев (секретар касиер), а съветници са Иван Д. Христов и Иван Наумов.